# 花つみ日記
『花つみ日記』（はなつみにっき）は、吉屋信子原作の1939年の日本映画である。大阪の宗右衛門町を舞台に、花街の置屋の娘栄子（高峰秀子）と、東京からの転校生みつる（清水美佐子）との友情の物語。

## あらすじ
宗右衛門町の置屋の娘、篠原栄子（高峰秀子）の通う女学校に、佐田みつる（清水美佐子）が東京から転校してくる。ふたりはすぐに友達になるが、憧れの梶山先生（葦原邦子）をめぐって不仲になってしまう。まもなく栄子は、学校を辞めて舞妓として働くことになる。そんな折、梶山先生から、みつるの兄が招集されることを聞いた栄子は、千人針への刺繍を道行く人に求め、病気を押しながら街頭に立つ。

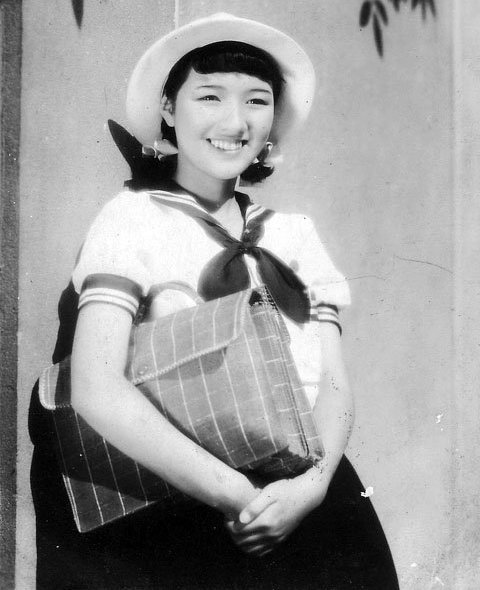
高峰秀子
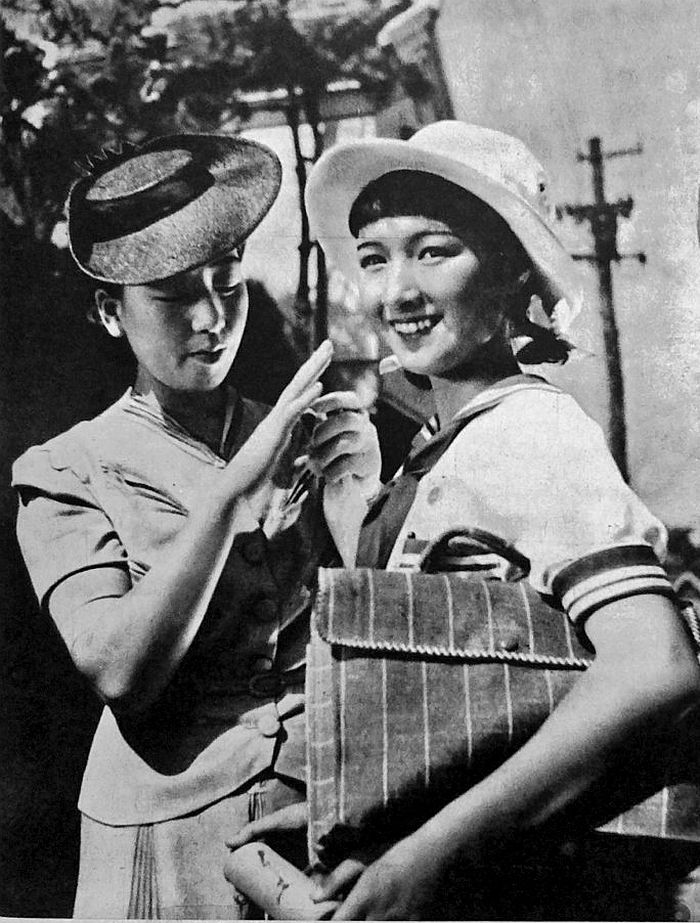
左:葦原邦子
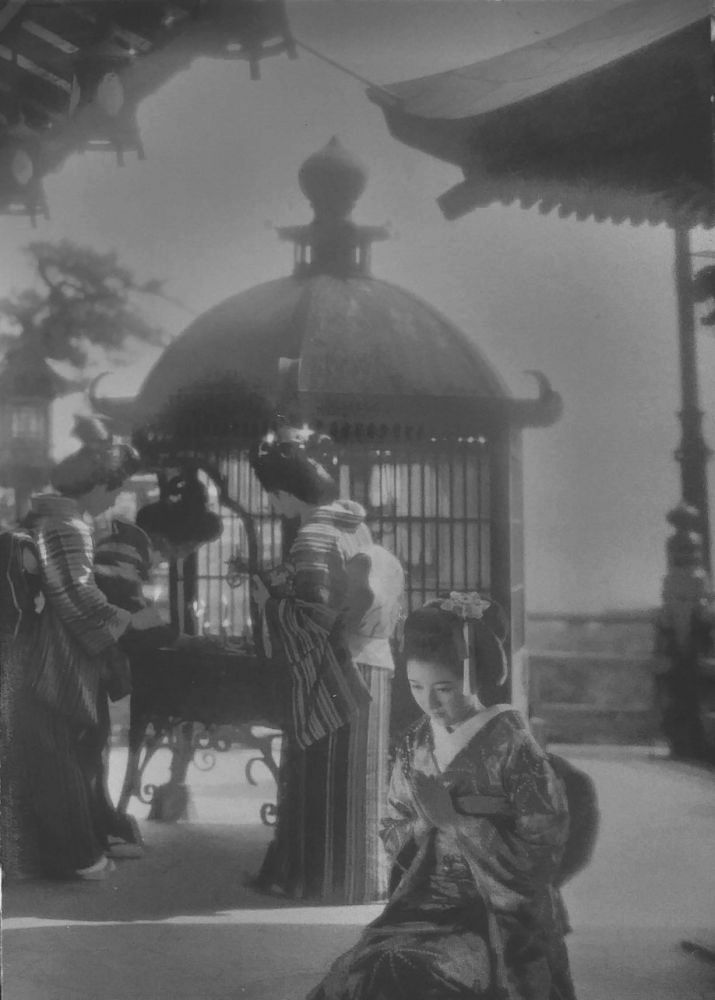

## キャスト
- 篠原栄子…高峰秀子
- 梶山先生…葦原邦子
- 佐田みつる…清水美佐子
- 御舟京子（のちに加藤治子、本作が映画デビュー作）
- 三條利喜江

## スタッフ
- 製作…青柳信雄
- 監督…石田民三
- 脚本…鈴木紀子
- 原作…吉屋信子『天国と舞妓』
- 撮影…山崎一雄
- 音楽…鈴木静一
- 美術…河東安英
- 録音…俣野八男

## ロケ地
大阪の各所でロケが行われ、のちの大阪大空襲でそのほとんどが焼失する戦前の大阪の町並み、建物などが映像に残されている。
- 女学校…ウヰルミナ女学校（現・大阪女学院）
- 教会…玉造カトリック教会
- 篠原栄子の家…宗右衛門町の富田屋
- 石段のある道…生國魂神社の北側参道
- 大阪城が見える橋…桜宮橋（銀橋）
- 西信貴ケーブル
- 道頓堀の戎橋